# Parque Central Torre Este
Parque Central Torre Este – wieżowiec w Caracas w Wenezueli. Budynek zaprojektowany został przez architekta Daniel Fernandez-Shaw. Budowa zakończyła się w 1983 roku. Budynki wschodni i zachodni (najwyższy w Wenezueli) przez 22 lata były najwyższymi wieżowcami w Ameryce Południowej. W 2004 roku budynek został poważnie uszkodzony przez pożar.